# Giro di Danimarca 2007
Il Giro di Danimarca 2007, diciassettesima edizione della corsa, si svolse dal 1º al 5 agosto 2007 su un percorso di 824 km ripartiti in 6 tappe, con partenza da Thisted e arrivo a Frederiksberg. Fu vinto dal norvegese Kurt Asle Arvesen del Team CSC davanti allo svizzero Enrico Gasparotto e al danese Matti Breschel.

## Tappe
| Tappa  | Data      | Percorso                              | km   | Vincitore di tappa | Leader cl. generale |
| ------ | --------- | ------------------------------------- | ---- | ------------------ | ------------------- |
| 1ª     | 1º agosto | Thisted > Aalborg                     | 175  | Francesco Chicchi  | Francesco Chicchi   |
| 2ª     | 2 agosto  | Aars > Aarhus                         | 195  | Matti Breschel     | Matti Breschel      |
| 3ª     | 3 agosto  | Aarhus > Vejle                        | 190  | Kurt Asle Arvesen  | Matti Breschel      |
| 4ª     | 4 agosto  | Skælskør > Ringsted                   | 95   | Francesco Chicchi  | Matti Breschel      |
| 5ª     | 4 agosto  | Næstved > Næstved (cron. individuale) | 12,4 | Rick Flens         | Kurt Asle Arvesen   |
| 6ª     | 5 agosto  | Præstø > Frederiksberg                | 175  | Mark Cavendish     | Kurt Asle Arvesen   |
| Totale | Totale    | Totale                                | 824  |                    |                     |

## Dettagli delle tappe

### 1ª tappa
- 1º agosto: Thisted > Aalborg – 175 km

| Pos. | Corridore         | Squadra  | Tempo    |
| ---- | ----------------- | -------- | -------- |
| 1    | Francesco Chicchi | Liquigas | 3h56'09" |
| 2    | Juan José Haedo   | CSC      | s.t.     |
| 3    | Mark Cavendish    | T-Mobile | s.t.     |

| Pos. | Corridore         | Squadra        | Tempo    |
| ---- | ----------------- | -------------- | -------- |
| 1    | Francesco Chicchi | Liquigas       | 3h55'59" |
| 2    | Juan José Haedo   | CSC            | a 4"     |
| 3    | Martin Mortensen  | Designa Kokken | s.t.     |

### 2ª tappa
- 2 agosto: Aars > Aarhus – 195 km

| Pos. | Corridore         | Squadra  | Tempo    |
| ---- | ----------------- | -------- | -------- |
| 1    | Matti Breschel    | CSC      | 4h50'13" |
| 2    | Enrico Gasparotto | Liquigas | s.t.     |
| 3    | Lorenzo Bernucci  | T-Mobile | s.t.     |

| Pos. | Corridore         | Squadra  | Tempo    |
| ---- | ----------------- | -------- | -------- |
| 1    | Matti Breschel    | CSC      | 8h46'12" |
| 2    | Enrico Gasparotto | Liquigas | a 4"     |
| 3    | Francesco Chicchi | Liquigas | a 6"     |

### 3ª tappa
- 3 agosto: Aarhus > Vejle – 190 km

| Pos. | Corridore         | Squadra                  | Tempo    |
| ---- | ----------------- | ------------------------ | -------- |
| 1    | Kurt Asle Arvesen | CSC                      | 4h40'39" |
| 2    | Lasse Bochmann    | Glud & Marstrand Horsens | s.t.     |
| 3    | Matti Breschel    | CSC                      | a 8"     |

| Pos. | Corridore         | Squadra                  | Tempo     |
| ---- | ----------------- | ------------------------ | --------- |
| 1    | Matti Breschel    | CSC                      | 13h26'55" |
| 2    | Kurt Asle Arvesen | CSC                      | a 2"      |
| 3    | Lasse Bochmann    | Glud & Marstrand Horsens | a 6"      |

### 4ª tappa
- 4 agosto: Skælskør > Ringsted – 95 km

| Pos. | Corridore         | Squadra  | Tempo    |
| ---- | ----------------- | -------- | -------- |
| 1    | Francesco Chicchi | Liquigas | 2h02'30" |
| 2    | Mark Cavendish    | T-Mobile | s.t.     |
| 3    | Matti Breschel    | CSC      | s.t.     |

| Pos. | Corridore         | Squadra  | Tempo     |
| ---- | ----------------- | -------- | --------- |
| 1    | Matti Breschel    | CSC      | 15h29'23" |
| 2    | Kurt Asle Arvesen | CSC      | a 4"      |
| 3    | Enrico Gasparotto | Liquigas | a 10"     |

### 5ª tappa
- 4 agosto: Næstved > Næstved (cron. individuale) – 12,4 km

| Pos. | Corridore       | Squadra  | Tempo  |
| ---- | --------------- | -------- | ------ |
| 1    | Rick Flens      | Rabobank | 14'48" |
| 2    | Roman Kreuziger | Liquigas | a 2"   |
| 3    | Marco Pinotti   | T-Mobile | a 6"   |

| Pos. | Corridore         | Squadra  | Tempo     |
| ---- | ----------------- | -------- | --------- |
| 1    | Kurt Asle Arvesen | CSC      | 15h44'21" |
| 2    | Enrico Gasparotto | Liquigas | a 14"     |
| 3    | Matti Breschel    | CSC      | a 27"     |

### 6ª tappa
- 5 agosto: Præstø > Frederiksberg – 175 km

| Pos. | Corridore       | Squadra  | Tempo    |
| ---- | --------------- | -------- | -------- |
| 1    | Mark Cavendish  | T-Mobile | 4h05'17" |
| 2    | Juan José Haedo | CSC      | s.t.     |
| 3    | Graeme Brown    | Rabobank | s.t.     |

| Pos. | Corridore         | Squadra  | Tempo     |
| ---- | ----------------- | -------- | --------- |
| 1    | Kurt Asle Arvesen | CSC      | 19h49'38" |
| 2    | Enrico Gasparotto | Liquigas | a 14"     |
| 3    | Matti Breschel    | CSC      | a 27"     |

## Classifiche finali

### Classifica generale
| Pos. | Corridore             | Squadra                  | Tempo     |
| ---- | --------------------- | ------------------------ | --------- |
| 1    | Kurt Asle Arvesen     | Team CSC                 | 19h49'38" |
| 2    | Enrico Gasparotto     | Liquigas                 | a 14"     |
| 3    | Matti Breschel        | Team CSC                 | a 27"     |
| 4    | Maarten Tjallingii    | Skil-Shimano             | a 28"     |
| 5    | Nicki Sørensen        | Team CSC                 | a 32"     |
| 6    | Jurgen Van den Broeck | Predictor-Lotto          | a 35"     |
| 7    | Jakob Fuglsang        | Team Designa Kokken      | s.t.      |
| 8    | Lorenzo Bernucci      | T-Mobile                 | a 42"     |
| 9    | Lasse Bochmann        | Glud & Marstrand Horsens | a 45"     |
| 10   | Marek Rutkiewicz      | Intel-Action             | a 56"     |